# Camponotus rectangularis
Camponotus rectangularis är en myrart som beskrevs av Carlo Emery 1890. Camponotus rectangularis ingår i släktet hästmyror, och familjen myror.

## Underarter
Arten delas in i följande underarter:
- C. r. rectangularis
- C. r. rubroniger
- C. r. setipes
- C. r. sordidatus
- C. r. willowsi